# قبتشاق (مياندوآب)
قبتشاق هي قرية في مقاطعة مياندوآب، إيران. عدد سكان هذه القرية هو 3,183 في سنة 2006.